# Larson Air Force Base
Larson Air Force Base est une ancienne base de l'United States Air Force située à 8 kilomètres au nord-ouest de Moses Lake dans l'État de Washington, aux États-Unis.
Depuis sa fermeture en 1966, le terrain est connu sous le nom d'aéroport international du Comté de Grant County.